# Мамаджанов, Анвар Алимжанович
Анвар Алимжанович Мамаджанов (узб. Anvar Alimjanovich Mamadjanov; 1950 год, Ташкент, Узбекская ССР) — узбекский художник, Автор  Герба Республики Узбекистан. Академик Академии художеств Узбекистана.

## Биография
Родился в 1950 году на одной их старинных улиц Бешагача в Ташкенте.

## Творчество
С детства начал увлекаться рисованием и посещать художественную школу. Свой творческий путь начинал как художник-керамист: в 1973 году закончил отделение керамики Ташкентского театрально-художественного института. По окончание института работал в Ташкентском экспериментальном творческом комбинате. На тот момент прекрасно владел искусством керамики, лепил из глины и расписывал сувенирные композиции, а после вплотную занимался офортом.
Первую свою серьёзную работу — «Старый Ташкент» — продемонстрировал в 1982 году на одной из выставок. Тогда же он получил предложение работать в издательстве им. Г. Гуляма, где иллюстрировал М.Худайкулова «Удивительный мир» и «Анекдоты Афанди», эпос «Алпамыш», романы Абдулла Кадыри «Скорпион у алтаря», повести Чингиза Айтматова «Прощай, Гульсары», «Белый пароход», «Первый учитель» и другие. Спустя год вступил в Союз художников СССР.
Но наиболее известной его работой стал герб Республики Узбекистан, утверждённый 2 июля 1992 года. Именно он предложил использовать в качестве центрального символа птицу Хумо. По его словам, она несёт в себе смысл мира, добра и свободолюбия.

## Награды
За весомый творческий вклад в развитие графического искусства независимого Узбекистана Указом Первого Президента Республики Узбекистан Ислама Каримова в 2010 году Анвару Мамаджанову присвоено звание «Заслуженный работник культуры Узбекистана». 21 сентября 2017 года был избран действительным членом Академии художеств Узбекистана.
- 1992г. - награжден нагрудным знаком Верховного Совета Узбекистана «Мустакиллик»;
- 1999г. - награжден Дипломом Академии Художеств Узбекистана «График года»;
- 2008г. - награжден Дипломом Академии Художеств Узбекистана  «За творческие достижения в воспитании молодого поколения»;
- 2008г. - награжден Дипломом Лауреата Республиканского открытого конкурса юбилейной медали UNESCO «Самарканд 2750 лет»;
- 2008г. - награжден Дипломом  и Золотой медалью Академии Художеств  Узбекистана;
- 2010г. - награжден Дипломом Академии Художеств Узбекистана  «За творческие достижения в воспитании молодого поколения»;
- 2010г. - награжден Дипломом Академии Художеств Узбекистана  и серебряной медалью «Тасанно» за персональную выставку «Шестьдесят мгновений»;
- 2010г. - награжден Памятной медалью Академии Художеств Китайской Народной Республики;
- 2010г. - награжден Дипломом ТОП-АРТ 2010 «График года»;
- 2010г. – Удостоен Звания и нагрудного знака  «Заслуженный работник культуры Республики Узбекистан»;
- 2011г. - награжден Дипломом Академии Художеств Узбекистана  и Республиканского художественного колледжа «За лучший дипломный проект 2010-2011гг.».
2018г. - присвоено звание Академика Академии Художеств Узбекистана;
2022г.- награжден нагрудным знаком «30-летие Конституции Узбекистана»;
2023г.- Удостоен Звания и нагрудного знака  «Народный художник Республики Узбекистан»
2024 - награжден  Золотой медалью Союза Художников  Узбекистана